# Kettős állampolgárság (Így jártam anyátokkal)
A Kettős állampolgárság az Így jártam anyátokkal című televízió-sorozat ötödik évadának ötödik epizódja. Eredetileg 2009. október 19-én vetítették, míg Magyarországon egy évvel később, 2010. október 11-én.
Ebben az epizódban Robin a kiutasítás rémével néz farkasszemet, de Barney segít neki, hogy amerikai állampolgárrá váljon. Eközben Ted és Marshall egy útra indulnak Chicagóba, hogy újraéljék egyetemi éveiket, de ezúttal Marshall magával hozza Lilyt is.

## Cselekmény
Jövőbeli Ted szerint Robin Kanadából magával hozott viselkedésjegyei (jól tűri a hideget, furcsa szlenget használ, nagyon agresszív módon reagál a kocsmai bunyókra) 2009 őszén nagy bajba keverték őt. Ugyanis egy kocsmai verekedés után eljárás indult ellene is, és a kiutasítással kell szembenéznie, amitől csak egyféleképpen menekülhet meg: ha megszerzi az amerikai állampolgárságot. Barney megragadja az alkalmat, és arra használja, hogy megmutassa, Kanada milyen béna, és Amerika milyen király. Arra biztatja Robint, hogy töltse ki az állampolgársági tesztet, és közben leckét ad neki abból, hogyan viselkedik egy tipikus amerikai. Robin egész jól veszi az akadályokat, de aztán elsétál kedvenc kanadai tematikájú bárja előtt. Honvágya lévén bemegy, és elkezd inni a kanadai női curlingcsapattal, majd kiüti magát, és legközelebb Torontóban ébred egy hotelszobában.
Barney utánamegy és rábeszéli, hogy jöjjön haza és töltse ki a tesztet. Hazafelé megállnak egy kávézóban, ahol Robint amerikainak nézik. Robin most már se kanadainak, se amerikainak nem érzi magát. Barney ekkor beszédet intéz a kanadaiakhoz, hogy hogyan lehetnek olyan bunkók, hogy hagynak egy ilyen nőt elveszni, majd mivel a kanadaiakat szidja, jól meg is verik. Némi ingyenes egészségügyi ellátást követően hazatérnek, és Robin eldönti: kettős állampolgár szeretne lenni.
Eközben Ted megtudja, hogy a chicagói Gazzola pizzéria bezárni készül. Mikor még egyetemisták voltak, ő és Marshall rengeteget jártak oda, még akkor is, ha maga a pizza borzalmas volt. Ezeken az utakon mindig szárított marhahúst ettek és Tantrumot ittak hozzá (a Tantrum Jövőbeli Ted szerint egy olyan üdítő volt, amiben a legálisan megengedett maximális koffeinmennyiség volt), és mivel ezek az utak kovácsolták össze a barátságukat, Ted szerint egy utolsó útra el kellene menniük. Marshall bele is egyezik, de aztán kevéssé lelkesen veszi tudomásul, hogy Lily is velük jön. Lilynek egyfolytában pisilnie kell, ráadásul ahelyett, hogy rockzenét hallgatnának, Lily egy Kenny Rogers hangoskönyvet tesz fel, ami egy emberről és a kutyájáról szól. Ted megunja ezt, és azt, hogy Marshall itt is inkább Lilyvel foglalkozik, ezért egyik éjjel, amikor egy motelben szállnak meg, ráveszi Marshallt, hogy még a fürdőköpenyében azonnal induljanak el és hagyják ott Lilyt, majd később visszajönnek érte. El is jutnak a pizzériába, ahol aztán Marshallnak bűntudata támad. Ted kifakad Lily miatt, és ezen összevesznek. Nem beszélnek egymással, de aztán Lily hangoskönyvének hatására végül is kibékülnek. Kiderül, hogy Lily igazából észre se vette, hogy elmentek, annyira bejött neki a motel wellness-szolgáltatása. Miután kiheverik a pizzától kapott gyomorrontásukat, mindhárman hazamennek New Yorkba – Lily az autó tetején ragad, állandóan pisilnie kell, és fel van pörögve a Tantrumtól.

## Kontinuitás
- Lily gyakori pisilése a "Lotyós tök" című részben jelent meg először.
- A visszatekintésben láthattuk, hogy ismét az "I'm Gonna Be (500 Miles)" szólt a The Proclaimers-től a kocsiban. Az "Arrivederci, Fiero" című részből derült ki, hogy azért, mert csak a kazetta beszorult a magnóba.
- Marshall és Lily furcsa kapcsolati függősége a "Nyílt kártyákkal" és "A húúú-lányok" című részekben is téma volt.
- A verekerés során Robin egy Vancouver Canucks feliratú felsőt viselt. "A platinaszabály", a "Közbelépés" és a "Robin: Kezdőknek" című részekből tudottan ez a kedvenc csapata.
- Robin már az "Egy kis Minnesota" című részben is lengén öltözködött télen.
- Robint "A lehetségtelen" című részben szintén ki akarták tololcolni, de akkor azért, mert nem volt munkája.
- Amikor Barney azt javasolja Robinnak, hogy szexeljenek, mert egy hotelszobában

## Jövőbeli visszautalások
- Robin "A Stinson-rakétaválság" című részben kerül újra összeütközésbe a törvénnyel.
- A "Robbanó húsgolyók" című részben Ted megemlíti, hogy Marshall és Lily gyakorlatilag egyetlen óriási, hermafrodita massza.
- Robin a "Rossz passzban" című részben kapja meg az állampolgárságot, a "Mosolyt!" című részben pedig azt láthatjuk, ahogy ezt ünneplik.
- "A pókerparti" című részben kiderül, hogy a Gazzola pizzéria újra kinyitott, Ted pedig megkésett nászajándékként egy futárral küldetett utána egy pizzát. Utalnak az étterem higiéniájára is, Marshall azt mondja Daphnénak, hogy azt legutóbb a patkányok miatt zárták be.
- Barney a "P.S. Szeretlek" című részben is egy Tim Hortons kávézóba megy.
- A "Feltámadás" című epizódban a titkos Stinson Másnaposság Elleni Gyógyír Elixír egyik alapanyaga a Tantrum.

## Érdekességek
- Az 1999-es visszatekintésben Marshall az autójában eszik és issza a Tantrumot, amivel megszegi azt az általa lefektetett szabályt, hogy étkezni szigorúan tilos a Fieróban.
- Az epizódban azt mondják, hogy megérte 22 órát vezetni a pizzáért, a valóságban azonban az út, amit megtettek, legfeljebb 13 órás lehetett.
- Barney arra bátorította végig Robint, hogy szerezze meg az amerikai állampolgárságot. Ha figyelembe vesszük, hogy 2005-ben költözött New Yorkba, akkor mindössze négy éve lakott itt, viszont állampolgárságot csak zöldkártyával és öt évi ittlakással lehet kapni. Valószínű, hogy Robinnak még csak zöldkártyája sem volt, mert az olyanokat nem lehet kiutasítani az országból akkor, ha nincs munkájuk (és ami Robinnal egyszer már majdnem megtörtént). A valóságban a procedúra hónapokig is eltart és a teszt sem egynapos. Valószínű, hogy a sorozat írói az egyszerűség kedvéért írták így a forgatókönyvet, amely így nem fedi a valóságot. A Robint játszó Cobie Smulders 2020 szeptemberében szerezte meg az amerikai állampolgárságot.
- Ugyanezen az alapon Barney sem kaphatott Kanadában ingyenes orvosi ellátást, mert ahhoz vagy regisztrált menedékkérőnek kell lennie, vagy meghatározott ideig az országban kellene élnie.
- A hangoskönyv, amit hallgatnak az autóban, a "Marley meg én" paródiája.

## Zene
- The Proclaimers - I'm Gonna Be (500 Miles)

## Vendégszereplők
- Kenny Rogers - hanmgoskönyv felolvasója
- Pamela Dunlap - Miss Cruickshank
- Brad Grunberg - Bruno
- Corinne Dekker - Bailey